# فريدريش إيبرت
فريدريش إيبرت (بالألمانية: Friedrich Ebert) (ولد في هايدلبرغ 4 فبراير 1871 - ومات في برلين في 28 فبراير 1925) هو سياسي ألماني انضم إلى الحزب الديمقراطي الاجتماعي الألماني، وأصبح رئيسا له في عام 1913. وبعد قيام ثورة نوفمبر 1918 وإعلان الجمهورية التي عرفت بـجمهورية فايمار، انتخب كأول رئيس لها.
انتُخب إيبرت زعيمًا للحزب الاشتراكي الديمقراطي عند وفاة أوغست بيبل عام 1913. في عام 1914، بعيد توليه القيادة، انقسم الحزب انقسامًا عميقًا إزاء دعم إيبرت لقروض الحرب الهادفة لتمويل المجهود الحربي الألماني في الحرب العالمية الأولى. كان إيبرت، الديمقراطي الاشتراكي المعتدل، مؤيدًا للبورغفريدن (الهدنة الحزبية)، وهي خطة عمل سياسية سعت إلى قمع الخلافات الدائرة حول القضايا الداخلية بين الأحزاب السياسية أثناء الحرب من أجل تركيز جميع القوى في المجتمع لتتويج المجهود الحربي بالنجاح. حاول إيبرت عزل أعضاء الحزب المعارضين للحرب، لكنه لم يستطع تفادي حدوث الانشقاق.
كان إيبرت شخصية محورية في الثورة الألمانية لعام 1918 – 1919. وأصبح أول مستشار للجمهورية الألمانية عند تأسيسها في نهاية الحرب العالمية الأولى. في تلك المرحلة، هدفت سياساته بالدرجة الأولى إلى استعادة السلام والنظام في ألمانيا وقمع اليسار. لتحقيق تلك الأهداف، تحالف مع القوى السياسية المحافظة والقومية، ولا سيما قيادة الجيش في كنف الجنرال فيلهلم غرونر والفرايكوربس (الفيلق الحر) اليميني. بمساعدتهم، سحقت حكومة إيبرت عددًا من الانتفاضات الاشتراكية والشيوعية إلى جانب انتفاضات اليمين، بما في ذلك انقلاب كاب، وهو إرث جعله شخصية تاريخية مثيرة للجدل.

## الحرب العالمية الأولى
عندما اندلعت أزمة يوليو عام 1914، كان إيبرت في إجازة. بعد إعلان الحرب في أوائل أغسطس، سافر إيبرت إلى زيورخ مع أمين صندوق الحزب أوتو براون وأموال الحزب الاشتراكي الديمقراطي ليكون في وضع يسمح له ببناء منظمة أجنبية إذا ما اعتُبر الحزب الاشتراكي الديمقراطي غير مشروعٍ في الإمبراطورية الألمانية. عاد في 6 أغسطس ودفع أعضاء الحزب الديمقراطي الاشتراكي في الرايخستاغ للتصويت بالإجماع تقريبًا لصالح قروض الحرب، قانعين بأن الحرب تدبير وطني ودفاعي ضروري، لا سيما ضد نظام القيصر الاستبدادي في روسيا. في يناير 1916، استقال هاس. تحت قيادة إيبرت وغيره من «المعتدلين» مثل فيليب شيدمان، شارك الحزب الديمقراطي الاشتراكي الألماني في البورغفريدن، وهو اتفاق بين الأحزاب السياسية في الرايخستاغ لردع الخلافات السياسية الداخلية طوال مدة الحرب من أجل تركيز طاقات البلاد كليًا على إنهاء الصراع لصالح ألمانيا. جعل هذا الأمر الحزب المؤيد للحرب في وضع يسعى فيه إلى حل وسط، وهو الموقف الذي أدى في النهاية إلى حدوث انقسام في الحزب الاشتراكي الديمقراطي، إذ ترك أولئك الذين يعارضون الحرب معارضة قوية الحزب الاشتراكي الديمقراطي في أوائل عام 1917 ليشكلوا الحزب الاشتراكي الديمقراطي الألماني المستقل. تسببت خلافات سياسية مماثلة بإنهاء إيبرت لتحالفه البرلماني مع العديد من أعضاء اليسار في الرايخستاغ وبدئه العمل على نحو وثيق مع حزب الوسط والحزب التقدمي في عام 1916. لاحقًا، أطلق هؤلاء الذين طردهم إيبرت على أنفسهم اسم «السبارتاكيين». بدءًا من عام 1916، تشارك إيبرت وشيدمان قيادة نواب الرايخستاغ. رغم معارضته لسياسة المكاسب الإقليمية التي يحققها الغزو العسكري على الجبهة الغربية (باستثناء لوكسمبورغ الناطقة بالألمانية والتي يمكن ضمها بسهولة)، فقد دعم إيبرت المجهود الحربي بشكل عام باعتباره كفاحًا دفاعيًا. تكبد إيبرت خسارةً مؤلمة بمقتل اثنين من أبنائه الأربعة في الحرب: توفي هاينريش في فبراير 1917 بمقدونيا، في حين قُتل جورج في إحدى المعارك في مايو 1917 بفرنسا. في يونيو 1917، سافر وفد من الاشتراكيين الديمقراطيين بقيادة إيبرت إلى ستوكهولم لإجراء محادثات مع اشتراكيين من دول أخرى حول مؤتمرٍ من شأنه السعي لإنهاء الحرب دون أي ضم للأراضي على الجبهة الغربية باستثناء لوكسمبورغ وإعادة معظم منطقة الألزاس واللورين بمباركة الحكومة الألمانية. لكن المبادرة فشلت.
في يناير 1918، عندما أضرب عمال مصانع الذخيرة في برلين، انضم إيبرت إلى قيادة الإضراب، لكنه عمل جاهدًا على إعادة المعتصمين إلى العمل. وجه له بعض سياسيي اليسار المتطرف انتقادًا بوصفه «خائنٌ للطبقة العاملة»، في حين انتقده سياسيو اليمين بوصفه «خائنٌ للوطن». اعتبره القيصر فيلهلم الثاني ومعظم السياسيين من كلا الجانبين شخصًا نزيهًا وبطلًا لإعادته العمال إلى العمل دون اللجوء إلى العنف.

## رئاسة ألمانيا
في 11 فبراير 1919 عُقدت أول انتخابات رئاسية ألمانية، بعد خمسة أيام من انعقاد الجمعية التأسيسية الوطنية في فايمار، وانتُخب فيها إيبرت رئيسًا مؤقتًا للجمهورية الألمانية. ظل في هذا المنصب بعد دخول الدستور الجديد حيز التنفيذ فأدى اليمين الدستورية رئيسًا للرايخ في 21 أغسطس 1919. كان أول رئيس دولة منتخب انتخابًا ديمقراطيًا في ألمانيا، وكان أيضًا أول رئيسٍ من العامة، وأول ديمقراطي اشتراكي، وأول مدني، وأول شخصٍ من خلفية بروليتارية يشغل هذا المنصب. كان أيضًا رئيس الدولة الوحيد الذي تعهد الديمقراطية تعهدًا مطلقًا طوال فترة وجود الرايخ الألماني الموحد من عام 1871 إلى عام 1945.
كانت إحدى مهام إيبرت الأولى بصفته رئيسًا التعامل مع معاهدة فرساي. عندما ظهرت شروط المعاهدة على الملأ في 7 مايو 1919، نقم عليها الألمان من جميع الأطياف السياسية باعتبارها «إملاءٌ» مضنٍ، لا سيما وأنها فُرضت على ألمانيا وطُلب منها التوقيع عليها دون أي مفاوضات. ندد إيبرت بالمعاهدة بكونها «غير قابلة للتحقيق ولا تُحتمل». ومع ذلك، كان إيبرت على دراية تامة باحتمالية ألا تكون ألمانيا في وضع يسمح لها رفض المعاهدة. اعتقدَ أن الحلفاء سيهاجمون ألمانيا من الغرب إذا ما رفضت التوقيع. لتهدئة الرأي العام، سأل هيندنبورغ عما إذا كان الجيش قادرًا على الصمود في حال جدد الحلفاء الأعمال العدائية. ووعد بالحث على رفض المعاهدة إن كان هناك احتمالٌ ولو ضئيل بإمكانية مقاومة الجيش. خلص هيندنبورغ، مع بعض التحريض من غرونر، إلى أن الجيش غير قادر على استئناف الحرب حتى على نطاق محدود. بدلًا من إخبار إيبرت بنفسه، أرسل غرونر لنقل قرار الجيش إلى الرئيس. وعليه، أوصى إيبرت الجمعية الوطنية بالموافقة على المعاهدة، وهو ما فعلته بغالبية عظمى في 9 يوليو.
بعد أن أصبح إيبرت رئيسًا، استمرت معركة الحكومة ضد القوات الشيوعية، وضد الاشتراكيين المتمردين على حد سواء. استمرت الحرب الأهلية في ألمانيا من يناير إلى مايو 1919، وخلال الصيف في بعض المناطق. منذ أن رجحت انتخابات 19 يناير كفة الغالبية العظمى للأحزاب الديمقراطية (الحزب الديمقراطي الاشتراكي وحزب الوسط والحزب الديمقراطي الألماني)، شعر إيبرت أن القوى الثورية لا تملك أي شرعية. استعان هو ونوسك بنفس القوات التي استخدماها سابقًا في برلين على نطاق وطني لحل المجالس العمالية واستعادة القانون والنظام.
في مارس 1920، أثناء انقلاب كاب اليميني من قِبل بعض عناصر الفرايكوربس، اضطرت الحكومة، ومنها إيبرت، إلى الفرار من برلين. على أي حال، سقط الانقلاب بسبب رفض موظفي الخدمة المدنية قبول حكومةٍ نصبت نفسها بنفسها وبسبب الإضراب العام الذي دعت إليه الحكومة الشرعية. بعد انتهاء الإضراب رفض العمال المعتصمون في منطقة الرور العودة إلى العمل. شكلوا، بقيادة أعضاءٍ من الحزب الديمقراطي الاشتراكي الألماني المستقل والحزب الشيوعي الألماني، تحدٍّ مسلح لسلطة الحكومة. أرسلت الحكومة بعدها قوات الرايخسفير والفرايكوربس لقمع انتفاضة الرور بالقوة.
لتجنب حملة انتخابية في فترة حرجة كهذه، مدد الرايخستاغ فترة ولايته في 24 أكتوبر 1922 حتى 25 يونيو 1925، بتصويتِ أغلبية مشروطة غيرت الدستور.
بصفته رئيسًا، عين إيبرت شخصيات من يمين الوسط مثل فيلهلم كونو وهانس لوثر مستشارين واستخدم سلطاته الموسعة استخدامًا حازمًا بموجب المادة 48 من دستور فايمار. فعلى سبيل المثال، استخدم صلاحيات المادة 48 لمواجهة انقلابي كاب وبير هول. خلال عام 1924، استخدم سلطات الطوارئ الرئاسية 134 مرة إجمالًا.
بعد الحرب الأهلية، غير سياسته إلى «سياسة التوازن» بين اليسار واليمين، بين العمال وأصحاب المؤسسات التجارية. في إطار هذا المسعى، اتبع سياسة الائتلافات الهشة. نتج عن ذلك بعض المشكلات، كقبول الحزب الاشتراكي الديمقراطي، أثناء أزمة عام 1923، لساعات عمل أطول دون تقديم تعويض إضافي، في حين رفضت الأحزاب المحافظة بنهاية المطاف البند الآخر من التسوية، وهو فرض ضرائب خاصة على الأغنياء.

## وصلات خارجية
- فريدريش إيبرت على موقع IMDb (الإنجليزية)
- فريدريش إيبرت على موقع الموسوعة البريطانية (الإنجليزية)
- فريدريش إيبرت على موقع إن إن دي بي (الإنجليزية)
- فريدريش إيبرت على موقع كينوبويسك (الروسية)
- (بالألمانية)

```
President Friedrich Ebert Memorial in Heidelberg
```

 "Ebert, Friedrich" . Collier's New Encyclopedia. 1921. {{استشهاد بموسوعة}}: يحتوي الاستشهاد على وسيط غير معروف وفارغs: |HIDE_PARAMETER4=، |HIDE_PARAMETER2=، |HIDE_PARAMETER8=، |HIDE_PARAMETER5=، |HIDE_PARAMETER7=، |HIDE_PARAMETER10=، |HIDE_PARAMETER6=، |HIDE_PARAMETER9=، |HIDE_PARAMETER1=، و|HIDE_PARAMETER3= (مساعدة)